# Glicidsav
A glicidsav szerves vegyület, melyben epoxid és karbonsav funkciós csoport is található. A glicidol oxidációjával vagy az akrilsav epoxidálásával állítható elő. A kereskedelmi forgalomban is beszerezhető.

## Fordítás
- Ez a szócikk részben vagy egészben  a   Glycidic acid című angol Wikipédia-szócikk ezen változatának fordításán alapul.  Az eredeti cikk szerkesztőit annak laptörténete sorolja fel. Ez a jelzés csupán a megfogalmazás eredetét és a szerzői jogokat jelzi, nem szolgál a cikkben szereplő információk forrásmegjelöléseként.